# Ludwig Forum für Internationale Kunst

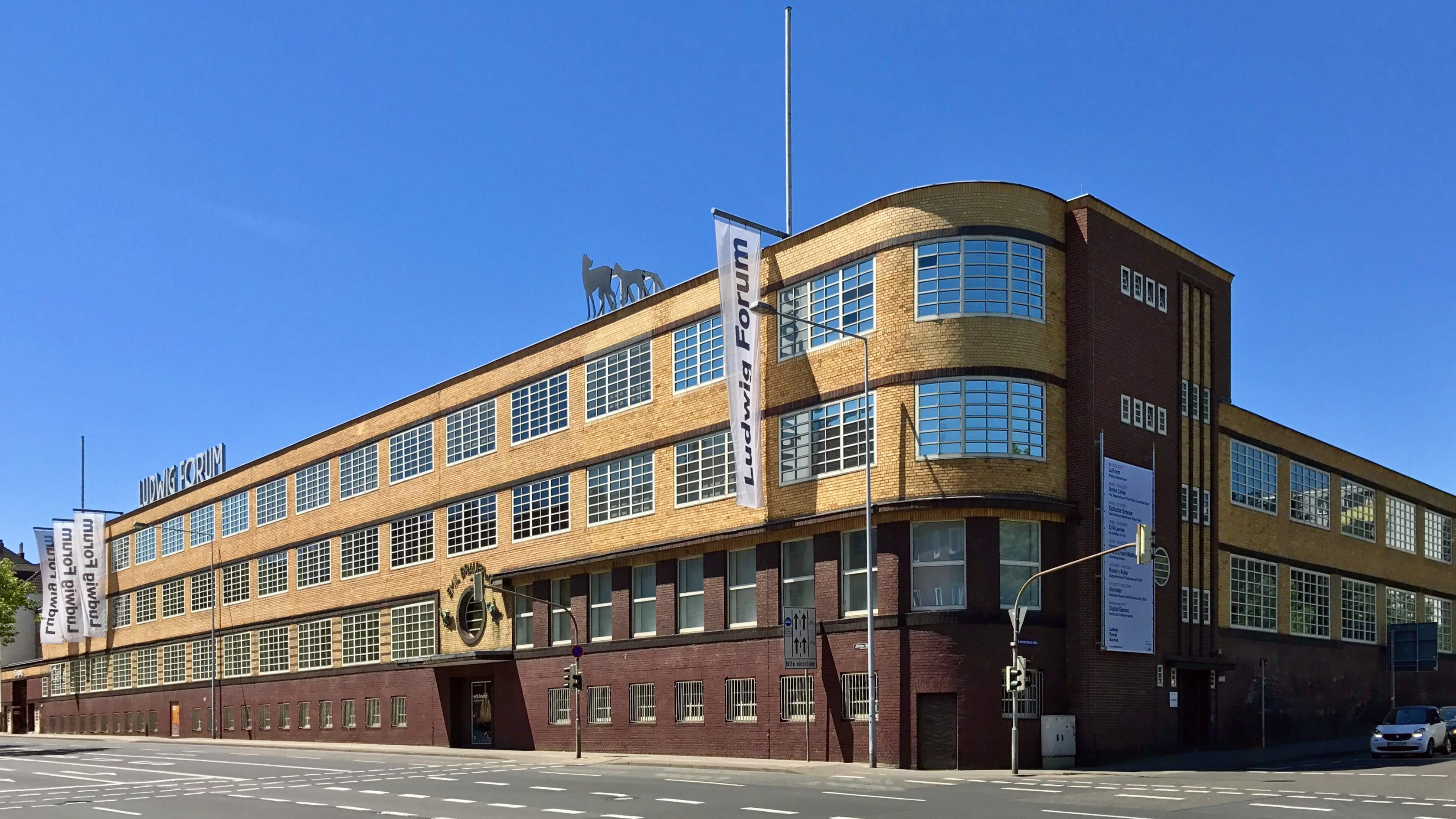
Aachen, „Ludwig Forum für Internationale Kunst“, im Mai 2017

Das Ludwig Forum für Internationale Kunst ist ein Museum für moderne Kunst in Aachen. Es gründet auf die Sammlung Ludwig, die das Aachener Sammlerehepaar Irene und Peter Ludwig Mitte des 20. Jahrhunderts zusammentrug, und wird gefördert durch die Peter und Irene Ludwigstiftung.

## Museum

### Geschichte
Seit 1968 arbeitete Gründungsdirektor Wolfgang Becker eng mit dem Sammlerehepaar Ludwig zusammen, und aus gemeinsamen Ideen entstand so 1970 in Aachen das städtische Museum Neue Galerie – Sammlung Ludwig. Es war eines der ersten Museen für Gegenwartskunst in Deutschland und anfangs im Alten Kurhaus Aachen angesiedelt. Anfeindungen von konservativer Seite bewegten den Gynäkologen Hugo Jung und fünf weitere Professoren der RWTH Aachen dazu, am 9. Februar 1971 den Verein der Freunde der Neuen Galerie zu gründen. 1991 zog das Museum in die von Fritz Eller umgestalteten Räumlichkeiten der 1928 im Bauhausstil erbauten und 1988 verlegten Schirmfabrik Brauer und nannte sich fortan Ludwig Forum für Internationale Kunst. Aus dem Förderverein wurde der Verein der Freunde des Ludwig Forums.
Seit dem Umzug liegt der Schwerpunkt des Museums auf zeitgenössische Kunst. Bis 2011 konnte die Besucherzahl auf rund 55.000 Personen pro Jahr gesteigert werden. Das Ludwig Forum ist seit 2008 ein Veranstaltungsort des Kulturfestivals across the borders.

### Sammlung

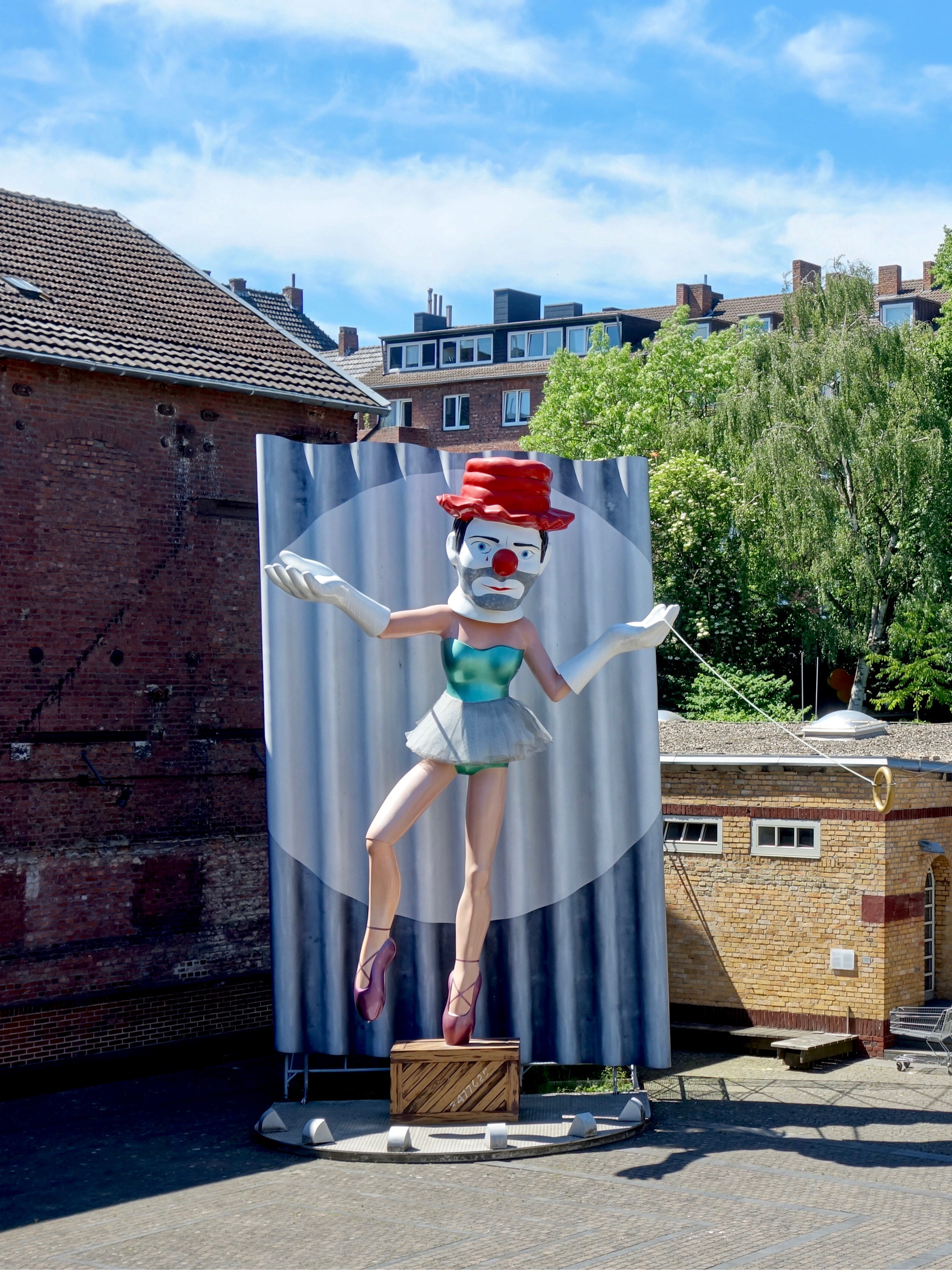
Ballerina-Clown von Jonathan Borofsky im Innenhof des Ludwig Forums für Internationale Kunst

Die Sammlung umfasst heute mehr als 3.000 Werke vornehmlich aus dem Besitz der Sammler Peter und Irene Ludwig aus allen Gattungen der Kunst sowie aus vielen Ländern. Die Sammlung Ludwig ist besonders bekannt für ihre Pop-Art-Bestände und den Schwerpunkt auf US-amerikanischer Kunst seit den 1960er Jahren. 1977 zeigte das Sammlerpaar erstmals Pop-Art in Ost-Berlin. Daraufhin entwickelte sich ein reger Austausch zu Künstlern aus Ostdeutschland. In den 1980er und 1990er Jahren reisten die Ludwigs nach Russland und begannen bald darauf, die damals aktuelle sowjetische und chinesische Kunst zu sammeln. Heute sind viele dieser Positionen und Künstlerpersönlichkeiten weltbekannt, wie z. B. Ilya Kabakov, Erik Bulatov, Huang Yong Ping und Ai Weiwei. Daneben wurde eine bedeutende Sammlung an Videokunst im Hause aufgebaut, die heute rund 200 Werke sind so in städtischen Besitz gelangt.
Einige der Objekte fehlen in keiner Enzyklopädie zur neueren Kunstgeschichte und gehören damit zu einer Art Weltgedächtnis der Kunst des 20. Jahrhunderts. Dazu zählen z. B. das fotorealistische Gemälde Medici von Franz Gertsch oder die Skulpturengruppe Bowery Bums von Duane Hanson, die drei Bettler der Bowery in Manhattan zeigt. Beide Werke waren 1972 auf der heute legendären documenta 5 von Harald Szeemann in Kassel ausgestellt. Von Hanson stammt auch die Aachener Mona-Lisa, die liebevoll als Supermarket Lady bezeichnete hyperrealistische Skulptur einer Frau mit Einkaufswagen. Auch der Ballerina-Clown von Jonathan Borofsky, der im Hof des Ludwig Forums aufgebaut ist, schaut weit in die Geschichte und über die Kontinente. Er hat einen Zwilling in Los Angeles, aufgestellt auf dem Dach der Public Library von Santa Monica, direkt am Pazifik. Entstanden ist der Clown ursprünglich für die heute unter Fachleuten als Maßstab geltende Schau Metropolis, die Anfang 1991 im Berliner Gropius-Bau gezeigt wurde und aus der heraus das Werk für Aachen anlässlich der Neueröffnung des Ludwig Forums im Sommer desselben Jahres erworben wurde.
Das Videoarchiv umfasst eine Sammlung von etwa 200 Videoarbeiten von Videokünstlern wie Klaus vom Bruch, Peter Campus, Douglas Davis, Joan Jonas, Bruce Nauman, Nam June Paik, Ulrike Rosenbach, Wolf Vostell und William Wegman.
Neben Einzel- und Gruppenausstellungen international profilierter Künstler zeigte das Ludwig Forum 2010 unter dem Titel West Arch – A new Generation in Architecture erstmals zeitgenössische Architektur. 2011 feierte das Ludwig Forum für Internationale Kunst sein 20-jähriges Bestehen. Die Ausstellungen Hyper Real – Kunst und Amerika um 1970 sowie Nie wieder störungsfrei – Aachen Avantgarde ab 1964 schlossen dabei den Bogen von der Geschichte des Hauses und der Sammlung zu aktuellen künstlerischen Positionen und Fragestellungen.

### Leitung
- Gründungsdirektor Wolfgang Becker war von 1970 bis 2001 im Amt. Unter seiner Ägide haben bedeutende Ausstellungen, wie Klischee/Antiklischee (1970), Robert Filliou: Commemor (1970) oder die Havanna Biennale (1998) stattgefunden.
- Harald Kunde leitete von 2002 bis 2008 die Geschicke des Ludwig Forums und positionierte das Haus mit monographischen Ausstellungen bekannter zeitgenössischer Künstler, wie Sophie Calle (2005), Franz Gertsch (2006), Chuck Close (2007) und aus dem Atelier van Lieshout (2008).
- Brigitte Franzen war von 2009 bis 2015 Leiterin des Ludwig Forum. Das Ausstellungsprogramm und die Präsentation der Sammlung orientierten sich zu dieser Zeit an jährlichen Leitmotiven, beispielsweise 2009 Video/Film und 2010 Architektur und Raum. In diesem Zusammenhang hat sich das Ludwig Forum weiter als Ausstellungshaus und Museum mit einem transdisziplinären Profil positioniert. Franzen verließ das Forum, um als neuer geschäftsführender Vorstand der Peter und Irene Ludwig Stiftung zu fungieren.[6]
- Andreas Beitin leitete von Februar 2016 bis Ende März 2019 als Direktor das Ludwig Forums. Ihn reizte an der Aufgabe die Herausforderung und Arbeit mit der renommierten Sammlung des Hauses.[7] Auf eine eigene Neupräsentation der Sammlung hat er zugunsten von Wechselausstellungen allerdings verzichtet. Beitin hat es sich zur Aufgabe gemacht, das „Ludwig Forum als ein lebendiges Haus weiterzuentwickeln“.[8] Im ersten Halbjahr 2017 konnte das Ludwig Forum Aachen unter der Leitung von Andreas Beitin seine Besucherzahl im Vergleich zum vorhergehenden Halbjahr mehr als verdoppeln.[9] Zum 1. April 2019 hat er die Leitung des Kunstmuseums Wolfsburg übernommen. Unter seiner Leitung wurde die von Roger Diederen und Andreas Beitin konzipierte Ausstellung „Lust der Täuschung - von antiker Kunst bis zu Virtual Reality“ zur erfolgreichsten Ausstellung in der Geschichte des Ludwig Forums mit mehr als 43.000 Besuchern.[10] Am 1. April 2019 hat Myriam Kroll kommissarisch die Leitung des Ludwig Forums übernommen.[11]
- Eva Birkenstock übernahm am 1. Oktober 2021 die Leitung des Ludwig Forums. Zuvor leitete die Kunsthistorikerin den Kunstverein für die Rheinlande und Westfalen in Düsseldorf.[12] Im August 2025 soll sie an die Spitze der Kestner Gesellschaft in Hannover wechseln.

### Sonderausstellungen (Auswahl)
- 1991: Ostkunst – Westkunst
- 1992: Von dort aus: Kuba
- 1993: Auf der Suche nach Afrika
- 1994: Fluchtpunkt Moskau, Die 5. Biennale von Havanna in Aachen
- 1995: Australien erzählt
- 1996: Begegnungen mit China
- 1997: Bukarest nach 89: Kunst aus Rumänien
- 1998: Provisorische Utopien: Neue Kunst aus Kuba; Im Jahr des Tigers: Zeitgenössische Kunst aus Korea
- 1999: Natural Reality': Natur als Wirklichkeit
- 2000: Continental Shift
- 2001: Streit-Lust; AWAS: Zeitgenössische Kunst aus Indonesien
- 2002: Fang Lijun: Between Beijing and Dali; 5/UAE: Zeitgenössische Kunst aus den Vereinigten Arabischen Emiraten
- 2004: Tacita Dean: Sun Works; K. O. Götz: Aktuelle Arbeiten
- 2005: Artgames; Sophie Calle: Werkschau
- 2006: Franz Gertsch: Die Retrospektive; Erwin Wurm: The Artist who swallowed the world
- 2007: Chuck Close: Erwiderte Blicke – Porträts 1969–2006
- 2008: Atelier van Lieshout: Slave City
- 2009: Pop-Up!, Ergin Cavusoglu
- 2010: atelier le balto. Les pieds sur terre (9. Mai bis 19. September 2010)
- 2010: 2. Kinder-Förderpreis KUNST
- 2010: Eros und Stasi. Ostdeutsche Fotografie Sammlung Gabriele Koenig (26. September bis 21. November 2010)
- 2010: West Arch. A New Generation of Architecture; Kunstpreis Aachen: Paweł Althamer
- 2011: Hyper Real – Kunst und Amerika um 1970 (13. März bis 19. Juni 2011)
- 2011: Nie wieder störungsfrei! Aachen Avantgarde seit 1964 (22. Oktober 2011 bis 5. Februar 2012)
- 2012: Phyllida Barlow: Brink
- 2013: Nancy Graves Project & Special Guests (13. Oktober 2013 bis 16. Februar 2014)
- 2014: Kinderkönigreich – Paweł Althamer und Freunde laden ein (ab 1. Juni 2014)
- 2015: Tim Berresheim 2003–2015 (25. Oktober 2015 bis 10. Januar 2016)
- 2016:  Konsortium: DYSTOTAL (13. März 2016 bis 5. Juni 2016)
- 2016–2017: Mies van der Rohe – Die Collagen aus dem MoMA (27. Oktober 2016 bis 12. Februar 2017), in Kooperation mit dem Museum Georg Schäfer in Schweinfurt (Kuratoren: Andreas Beitin und Holger Otten)
- 2017: Optische Schreie. Der Aachener Wandmaler Klaus Paier (9. April bis 1. Oktober 2017)
- 2017: Erik Levine – As a Matter of Fact (19. Mai bis 24. September 2017)
- 2017: Franz Erhard Walther – Handlung denken (2. Juni bis 29. Oktober 2017)
- 2017–2018: Kunst X Kuba – Zeitgenössische Positionen seit 1989 (8. September bis 18. Februar 2018)
- 2017–2018: LuForm – Design Department (Ausstellungsserie in Kooperation mit der FH Aachen)
- 2017–2018: dis/order. Art and Activism in Russia since 2000, (17. November 2017 bis 18. Februar 2018), Kuratoren: Holger Otten und Tatiana Volkova
- 2018: Flashes of the Future – Die Kunst der 68er oder Die Macht der Ohnmächtigen (20. April 2018 bis 19. August 2018), Kuratoren: Andreas Beitin und Eckhart Gillen[13]
- 2018–2019: Pattern and Decoration – Ornament als Versprechen (21. September 2018 bis 13. Januar 2019), Kuratorin: Esther Boehle[14]
- 2018–2019: Die Erfindung der Neuen Wilden – Malerei und Subkultur um 1980 (12. Oktober 2018 bis 10. März 2019), Kuratoren: Benjamin Dodenhoff und Ramona Heinlein[15]
- 2019: Lust der Täuschung – Von antiker Kunst bis zur Virtual Reality (22. Februar 2019 bis 30. Juni 2019), Kuratoren: Andreas Beitin und Annette Lagler[16]
- 2019–2020: Videoarchiv 05. Even better than the real thing – Das Objekt in der frühen Videokunst (27. Juni 2019 bis 13. Januar 2020), Kurator: Holger Otten[17]
- 2019: AIS³ [aiskju:b] – Ein Klanglaboratorium von Tim Otto Roth (6. September 2019 bis 11. November 2019), Kurator: Christian Haring[18]
- 2019–2020: Louisa Clement – Remote Control (27. September 2019 bis 26. Januar 2020), Kuratoren: Andreas Beitin und Esther Boehle
- 2020: Blumensprengung. Künstlerinnen der Sammlung Ludwig (14. März bis 13. September 2020), Konzept: Myriam Kroll, Annette Lagler
- 2021: Lovely Creatures. Tiere, Monster, Menschen in der Kunst
- 2021–2022: Beat the System! Provokation Kunst (8. Oktober 2021 bis 30. Januar 2022, Konzept: Myriam Kroll, seit 2019 Interimsdirektorin)
- 2022: Bad words. Keren Cytter
- 2022–2023: Belkis Ayón Ya Estamos Aquí
- 2022–2023: Kerstin Brätsch Die Sein: Para Psychics
- 2023–2024: Katalin Ladik Ooooooooo-pus
- 2023–2024: Ulrike Müller Monument to My Paper Body
- 2024: Terrestrische Perspektiven
- 2024/25: Rune Mields Der unendliche Raum – dehnt sich aus

## Publikationen (Auswahl)
- Flashes of the Future. Die Kunst der 68er oder Die Macht der Ohnmächtigen. Herausgeber: Andreas Beitin und Eckhart Gillen. Verlag BPB, Bonn 2018, ISBN 978-3-8389-7172-8.[19]
- Kuba x Kuba. Zeitgenössische Positionen seit 1989. Mit Texten von Luis Camnitzer, Aviva Chomsky, Sujatha Fernandes, Par Kumaraswami, Jacqueline Loss, Denise Petzold, Rachel Price, Elsa Vega und Roberto Zurbano. Hrsg. von Andreas Beitin. Wienand Verlag, Köln 2018, ISBN 978-3-86832-414-3.
- Erik Levine. As a Matter of Fact. Mit Texten von Andreas Beitin, Leonhard Emmerling, Leila Farsakh und Berta Sichel sowie einem umfassenden Interview von Hugh Davies und dem Künstler. Hrsg. von Andreas Beitin und Leonhard Emmerling. Verlag für moderne Kunst, Wien 2017, ISBN 978-3-903153-47-9.
- Mies van der Rohe. Montage / Collage. Mit Texten von Barry Bergdoll, Andreas Beitin, Lena Büchel, Wolf Eiermann, Brigitte Franzen, Dietrich Neumann, Holger Otten, Lutz Robbers, Martino Stierli, Adrian Sudhalter. deutsch/englisch .Hrsg. von Andreas Beitin, Wolf Eiermann, Brigitte Franzen. Verlag der Buchhandlung Walther König, Köln 2017, ISBN 978-3-96098-053-7.
- Paweł Althamer. Aachen Projects 1992/2010/2014. Mit Texten von Esther Boehle, Brigitte Franzen, Julia Küchle, Holger Otten, Mariola Nowak, Karol Sienkiewicz. deutsch/englisch. Hrsg. von Esther Boehle, Brigitte Franzen, Paweł Potoroczyn (Adam-Mickiewicz-Institut). Verlag der Buchhandlung Walther König, Köln 2016., ISBN 978-3-86335-745-0.
- DYSTOTAL. Mit Texten von Daniel Cohnitz, Stephan Günzel, Pia Hovi-Assad, Konsortium, Tara MacDonald, Jari Ortwig, Ursula Ströbele Stephan Trüby. deutsch/englisch. Hrsg. von Andreas Beitin, Esther Boehle, Esko Nummelin. Verlag der Buchhandlung Walther König, Köln 2016, ISBN 978-3-86335-806-8.

## Sonstiges
Seit 1993 gehört das Ludwig Forum zu den Veranstaltungsorten im Rahmen des grenzüberschreitenden Schrittmacher Festivals für Zeitgenössischen Tanz und beteiligte sich 2014 und 2016 als Ko-Ausrichter an der Comiciade.

### Auszeichnungen

#### 2017 – Justus Bier Preis für Kuratoren
Für die Mies van de Rohe Ausstellung 2017 erhielten Brigitte Franzen, Andreas Beitin und Holger Otten den Justus Bier Preis für Kuratoren. Ausgezeichnet wurden sowohl das Projekt als auch die mit der Ausstellung einhergehende Publikation „Mies van der Rohe: Montage Collage, Ludwig Forum Aachen, Museum Georg Schäfer Schweinfurt, 2017“. Die Jury begründete dies wie folgt: „Der Justus Bier Preis widmet sich Ausstellungsprojekten und Publikationen, die durch eine originelle Themenstellung und eine fundierte fachliche Aufarbeitung beeindrucken. Beides ist nach Meinung der Jury mit dem Projekt zu den Montagen und Collagen von Mies van der Rohe beispielhaft gelungen. Zwar ist Mies van der Rohe ein weltbekannter Architekt, dessen Werk bis heute Anlass für unzählige Untersuchungen bildet, allerdings fehlte bislang eine systematische monografische Gesamtdarstellung seiner Collagen und Fotomontagen. Dies ist umso bemerkenswerter, als gerade dieser Teil des Werkes einen umfassenden Einblick in das Denken Mies van der Rohes bietet. Den Herausgebern gelingt es, eben jenen panoramatischen Aspekt dieser Werkgruppe mustergültig deutlich zu machen.“

#### 2018 – Museum des Jahres
2018 wurde das Ludwig Forum für Internationale Kunst von der deutschen Sektion des Internationalen Kunstkritikerverbandes (AICA) zum Museum des Jahres 2018 gewählt. Begründung der Jury: „Unter der aktuellen Leitung von Andreas Beitin fiel das Ludwig Forum vor allem durch gut präsentierte und recherchierte thematische Sonderausstellungen auf, die künstlerische Strömungen der Gegenwart und jüngeren Vergangenheit in neuem Licht zeigen und dabei auch kulturelle und politische Kontexte veranschaulichen.“

#### 2018 – Ausstellung des Jahres
„Flashes of the Future. Die Kunst der 68er oder Die Macht der Ohnmächtigen.“ wurde von der AICA Deutschland e. V. 2018 zur Ausstellung des Jahres gewählt. „Die von Andreas Beitin (Aachen) und Eckhart Gillen (Berlin) erarbeitete Ausstellung entfaltete in über 200 Werken ein nie zuvor so umfassendes Panorama der Kunst um 1968 in all ihren Stilrichtungen. Während die Erinnerung an das Jahr 1968 in politischer Hinsicht meist auf die Studentenrevolte eingeengt ist, zeigten die Kuratoren, dass sich der gesellschaftliche Umbruch, der 1968 seinen Ausgang nahm, in der Kunst lange zuvor angekündigt hatte. Ein umfangreicher Katalog analysiert und erläutert in rund 60 Beiträgen Kunst, Politik und Gesellschaft jener Zeit. Eine so vollständige und differenzierte Bestandaufnahme der damaligen kulturellen Situation kann wohl erst im Abstand von einem halben Jahrhundert gelingen.“

### Bibliothek
Im Ludwig Forum gibt es eine Fachbibliothek mit ca. 51.000 Titel zur modernen und zeitgenössischen Kunst.